# Hylarana raniceps
Hylarana raniceps là một loài ếch trong họ Ranidae. Loài này được tìm thấy ở Brunei, Ấn Độ, Indonesia, Malaysia, Singapore, Thái Lan, và có thể Myanma.
Các môi trường sống tự nhiên của chúng là các khu rừng ẩm ướt đất thấp nhiệt đới hoặc cận nhiệt đới, sông, sông có nước theo mùa, đầm nước ngọt, đầm nước ngọt có nước theo mùa, các đồn điền, vườn nông thôn, các khu rừng trước đây bị suy thoái nặng nề, đất có tưới tiêu, và đất nông nghiệp có lụt theo mùa.

## Hình ảnh

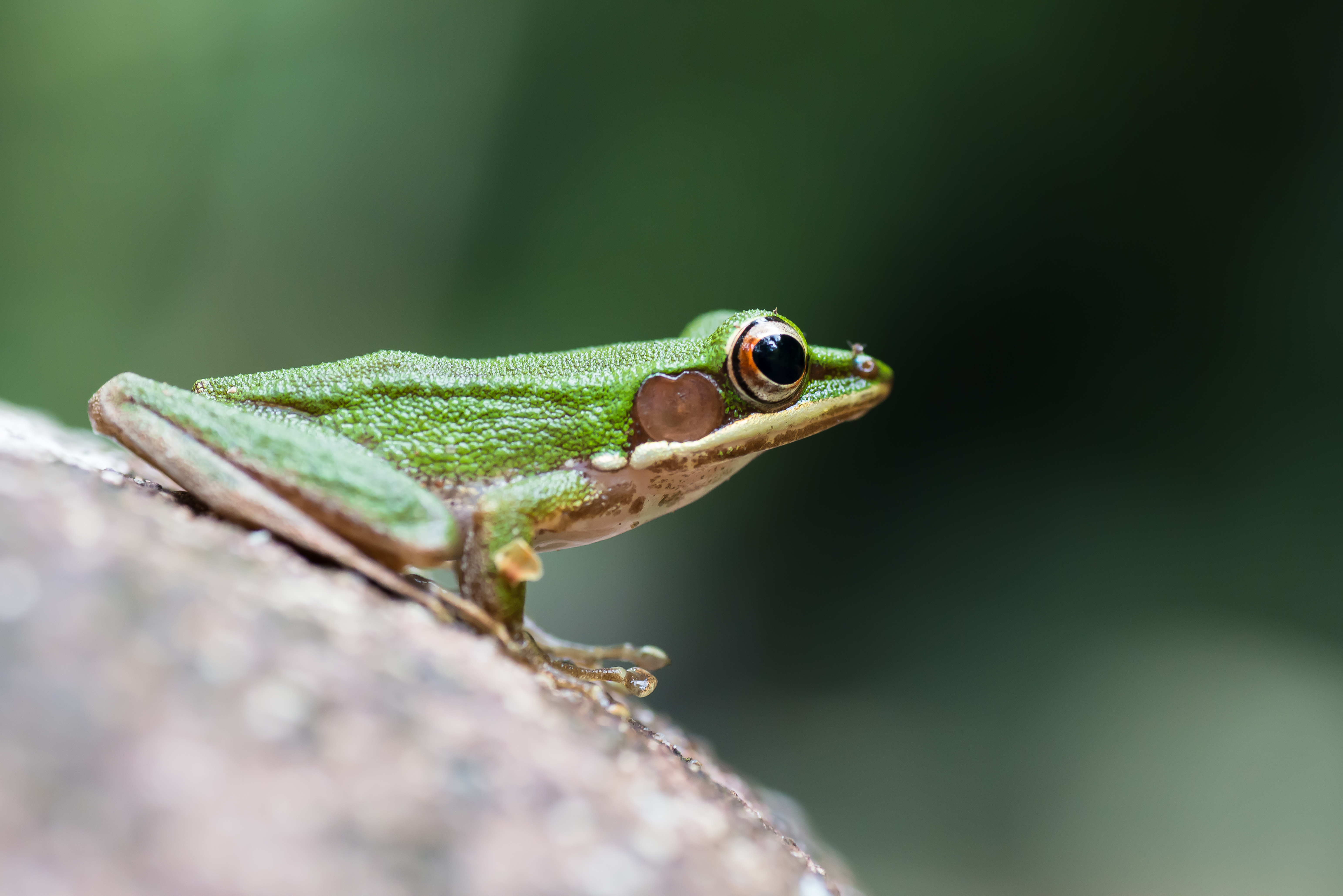